# Mirna
Mirna là một khu tự quản (tiếng Slovenia: občine, số ít – občina) trong vùng Dolenjska của Slovenia. Mirna có diện tích  km2, dân số là theo điều tra ngày 31 tháng 3 năm 2002 là  người. Thủ phủ khu tự quản Mirna đóng tại Mirna.